# Bozóky Imre
Bozóky Imre (Soltvadkert, 1953. október 20. –) a Magyar Labdarúgó-szövetség (MLSZ) elnöke (1999–2006), nemzetközi labdarúgó-partbíró, asszisztens. A József Attila Tudományegyetem Állam- és Jogtudományi Karán végzett, ügyvéd. Izsák város polgármestere (2022–2024). Hitvallása: Olyat kell csinálni, ami magunknak is örömet okoz és mások is becsülik.

## Pályafutása

### Labdarúgóként
Korán megismerkedett a labdarúgással, a kapus poszton szolgálta a labdarúgást. Az első igazolással rendelkező együttese a Veszprémi Vegyész (NB II-es ifjúsági csapat), egyetemi évei alatt a Szegedi EOL (NB I-es tartalékcsapat), majd szűkebb hazájában, Bács-Kiskun megyében, a Kecskeméti SC (NB II-es, NB III-as) egyesületében sportolt.

### Labdarúgó-játékvezetőként

#### Nemzeti játékvezetés
1991-ben lett országos játékvezető, az NB II-es játékvezetői keret tagja. 1993-ban emelték a legfelső szintű labdarúgó-bajnokság játékvezetői keretébe. A FIFA által kezdeményezett nemzeti partbírói keret kialakításánál a JT elnöksége átminősítette. Első osztályú mérkőzéseinek száma: 3.
| Időpont             | Helyszín                          | Mérkőzés típusa         | Mérkőzés                        | Eredmény |
| ------------------- | --------------------------------- | ----------------------- | ------------------------------- | -------- |
| 1990. szeptember 4. | Sóstói Stadion, Székesfehérvár    | első NB I-es mérkőzés   | Videoton FC–FC Sopron           | 4 : 1    |
| 1993. október 23.   | Révész Géza utcai stadion, Siófok | utolsó NB I-es mérkőzés | BFC Siófok–Szombathelyi Haladás | 1 : 1    |

#### Nemzetközi játékvezetés
A Magyar Labdarúgó-szövetség Játékvezető Testülete 1994-ben terjesztette fel nemzetközi játékvezetőnek, a Nemzetközi Labdarúgó-szövetség (FIFA) bíróinak keretébe. Több válogatott és nemzetközi klubmérkőzésen volt a működő játékvezető segítő partbírója. Az 1994-es labdarúgó-világbajnokságot követően Hamar Lászlóval Puhl Sándor állandó segítői voltak. Így volt ott az 1997-es müncheni BL döntőn is.

## Sportvezetőként
A Bács-Kiskun Megyei Labdarúgó-szövetség elnöke, a Magyar Olimpiai Bizottság tagja, az MLSZ elnökségi tagja (1998), az Európai Labdarúgó-szövetség (UEFA) fellebbviteli bizottságának tagja (2002).
1998-ban az MLSZ-ben Kovács Attila (1998-1999) elnök rendcsinálásba kezdett, ami rövid idő alatt komoly ellenállásba ütközött. Elnökségének idején a sértett vezetőtársainak hatalmaskodása komoly erkölcsi károkat okozott a nemzeti- és a nemzetközi megítélésében. A magyar kormány sportvezetése és a FIFA megegyeztek, hogy egy rendkívüli közgyűlés összehívásával oldják fel a kialakult helyzetet. Bozóky Imre a 14 tagú elnökség egyik tagja volt, majd 1999-ben ő lett az új elnök; 2006-ig tartó elnöksége Barcs Sándoré után a második leghosszabb idejű lehetett. Elnöksége idején kétszer pályázták meg – megfelelő kormányzati támogatással – a labdarúgó Európa-bajnokság döntőjének megrendezését, sikertelenül.
2005 végétől 2006 elejéig újból hatalmi harcok kezdődtek az MLSZ-ben. Az elnökség visszahívta Puhl Sándort az MLSZ Játékvezető Bizottságának elnöki posztjáról, és Vágner Lászlót nevezte ki. Döntés született arról is, hogy a jövőben dr. Bozóky Imre és Puhl Sándor helyett Dunai Antal mellett Kisteleki István és Mészöly Kálmán képviselje MOB-tagként a labdarúgást az olimpiai mozgalomban. Vádak, ellen vádak, majd az összehívott közgyűlés Kisteleki Istvánt választotta új elnöknek.
Az MLSZ Fair play Bizottságban és a Gyulai Futballakadémián is tevékenykedik.

## Szakmai sikerek
2000 decemberében Michel Zen Ruffinenn a FIFA főtitkára levélben értesítette az MLSZ elnökségét, hogy Bozókyt az ifjúsági labdarúgó világbajnokság szervező bizottságának tagjává választották.
2000-ben Izsák Város Díszpolgára kitüntető címet kapta meg.
2009-ben a Bács-Kiskun Megyei Labdarúgó-szövetség vezetője a megye és a dél-alföldi régió futballját segítő tevékenységének elismeréseként tárgyjutalomba részesítette.
2023. március 15-én a köztársasági elnök a Magyar Érdem tisztikeresztje polgári tagozata kitüntetésben részesítette.